# Супруненко Олександр Борисович
Супруне́нко Олекса́ндр Бори́сович (* 1 травня 1957 Полтава) — археолог, історіограф, музейник, видавець. Кандидат історичних наук (1997), старший науковий співробітник (2000). Заслужений працівник культури України (2003). Директор Центру охорони та досліджень пам'яток археології управління культури Полтавської обласної державної адміністрації (від 1993 до 2013 року). Головний редактор наукового журналу «Археологічний літопис Лівобережної України». З 1 грудня 2016 року — директор Полтавського краєзнавчого музею імені Василя Кричевського. Лауреат премії імені С. Величка.

## Життєпис

### Наукова діяльність
У травні 1997 року захистив дисертацію за темою «Археологічні дослідження та зібрання Лубенського музею К. М. Скаржинської». Робота була виконана у відділі давньоруської і середньовічної археології Інституту археології Національної Академії наук України. Науковий керівник доктор історичних наук, академік НАН України Петро Толочко.
Є автором понад 1600 наукових та публіцистичних праць з археології, історії археології, історіографії, музеєзнавства, джерелознавства, краєзнавства, серед них 35 монографій і колективних монографій, каталогів, підручників. Науковий редактор 100 наукових та краєзнавчих видань, організатор багатьох наукових конференцій, семінарів міжнародного, регіонального і місцевого рівнів. Ініціатор відзначення 1100-ліття Полтави на підставі археологічних досліджень.

## Вибрані праці
- Селітроварницький стан на Більському городищі / Супруненко О. Б., Шерстюк В. В., Пуголовок Ю. О.; Центр пам'яткознавства НАН України і Укр. Т-ва охорони пам'яток історії та культури, Центр охорони та дослідж. пам'яток археології упр. культури Полтав. облдержадмін. — Київ, 2010. — 96 c. : іл.
- На землі Полтавській: пам'ятки археології Полтави та околиць / О. Б. Супруненко ; НАН України, Інститут археології. — Полтава: Археологія, 1998. — 157 с. — (Пам'ятки археології Полтавщини ; вип. 4). — ISBN 966-95374-0-1
- Федір Камінський (1845—1891): наукова та епістолярна спадщина / уклад. Т. П. Пустовіт, О. Б. Супруненко ; ред. кол. Г. П. Білоус; Полтавський краєзнавчий музей, Полтавське наукове товариство краєзнавців. — Полтава : 1992. — 180 с.
- Археологія в діяльності першого приватного музею України: Лубенський музей К. М. Скаржинської / О. Б. Супруненко ; НАН України, Інститут археології, Центр охорони та досліджень пам'яток археології управління культури Полтавської облдержадміністрації. — К. ; Полтава: Археологія, 2000. — 391 с.: іл. — Бібліогр.: с. 296—338. — ISBN 966-02-1866-4
- Дослідження літописної Лтави: Іванова гора: [у 2 ч.] / О. Б. Супруненко, Ю. О. Пуголовок ; Ін-т археології НАН України